# Hormizd III.
Hormizd III. byl perský velkokrál z rodu Sásánovců panující v letech 457–459. Jeho otcem byl král Jazdkart II., matkou královna jménem Dénak. Z Hormizdových sourozenců jsou známi dva bratři – Péróz a Valgaš – kteří oba později zasedli na perský trůn.
Hormizdova dvouletá vláda byla z větší části vyplněna boji s mladším bratrem Pérózem, jenž chtěl získat korunu pro sebe. Ví se, že Hormizd sídlil v Raj v Médii, zatímco v Ktésifóntu pobývala a řídila administrativu jeho matka. Bližší podrobnosti však nejsou známy, jen králova násilná smrt po Pérózově vítězství v roce 459.